# Coreia do Sul nos Jogos Olímpicos de Inverno de 1994
A Coreia do Sul participaram dos Jogos Olímpicos de Inverno de 1994, realizados em Lillehammer, na Noruega.